# Festival international du film fantastique de Gérardmer 2017
La 24e édition du festival international du film fantastique de Gérardmer s'est déroulée du 25 au 29 janvier 2017. Le président du jury était Jean-Paul Rouve.

## Jurys

### Longs métrages
- Jean-Paul Rouve (président du jury) : comédien et réalisateur
- Florence Loiret Caille : comédienne
- Simon Buret : musicien
- Olivier Coursier : musicien
- Hervé Hadmar : réalisateur et scénariste
- Olivier Baroux : réalisateur, scénariste et comédien
- Louis Leterrier : réalisateur et producteur
- Audrey Fleurot : comédienne
- Marc Herpoux : scénariste

### Courts métrages
- Xavier Palud (président du jury) : réalisateur
- Constance Rousseau : comédienne
- Thomas Salvador : réalisateur, scénariste et comédien
- Nicolas Bary : réalisateur et producteur
- Swann Arlaud : comédien et réalisateur

## Films en compétition

### Longs métrages en compétition
- The Jane Doe Identity (The Autopsy of Jane Doe) d’André Øvredal ( Royaume-Uni,  États-Unis)
- Clown de Jon Watts ( Canada,  États-Unis) - 1er film
- The Last Girl : Celle qui a tous les dons (The Girl with All the Gifts) de Colm McCarthy ( Royaume-Uni,  États-Unis) - 2e film, avant-première
- Grave de Julia Ducournau ( France,  Belgique) - 1er film
- On l’appelle Jeeg Robot (Lo chiamavano Jeeg Robot) de Gabriele Mainetti ( Italie) - 1er film
- Orgueil et préjugés et zombies (Pride and Prejudice and Zombies) de Burr Steers ( Royaume-Uni,  États-Unis)
- Realive de Mateo Gil ( Espagne,  France)
- Rupture de Steven Shainberg ( Canada,  États-Unis) - avant-première
- Split de M. Night Shyamalan ( États-Unis) - film d’ouverture et avant-première
- Under The Shadow de Babak Anvari ( Royaume-Uni,  Qatar,  Jordanie,  Iran) - 1er film

### Courts métrages en compétition
- Le Plan de Pierre Teulières
- Limbo de Konstantina Kotzamani
- Marée basse de Adrien Jeannot
- Margaux de Les Films de la Mouche
- Please love me forever de Holy Fatma

## Films hors compétition
- David Lynch : The Art Life - Jon Nguyen, Rick Barnes, Olivia Neergaard-Holm  ( États-Unis,  Danemark)
- Fear Itself - Charlie Lyne ( Royaume-Uni)
- Incarnate - Brad Peyton ( États-Unis)
- Interchange - Dain Iskandar Said ( Malaisie)
- Keeper of Darkness chinois : 地驅魔人 ; pinyin : Tuó Dì Qū Mó Rén - Nick Cheung ( Hong Kong)
- Le secret de la chambre noire - Kiyoshi Kurosawa ( France,  Belgique,  Japon)
- L'Enfer des Zombies (Zombi 2) - Lucio Fulci ( Italie)
- Prevenge - Alice Lowe ( Royaume-Uni)
- Nemesis (Sam was here) - Christophe Deroo ( France,  États-Unis)
- Seuls - David Moreau ( France)
- The Void - Jeremy Gillespie et Steven Kostanski ( Canada)
- Underworld : Blood Wars - Anna Foerster ( États-Unis)
- Viral - Henry Joost et Ariel Schulman ( États-Unis)
- Holidays - Anthony Scott Burns (Father’s Day) – Kevin Kolsch & Dennis Widmyer (Valentine’s Day) – Nicholas McCarthy (Easter) – Adam Egypt Mortimer (New Year’s Eve) – Gary Shore (St. Patrick’s Day) – Kevin Smith (Halloween) – Sarah Adina Smith (Mother’s Day) – Scott Charles Stewart (Christmas) ( États-Unis)

### La nuit décalée
- Terra Formars (テラフォーマーズ, Terafōmāzu?) de Takashi Miike ( Japon)
- The lure (Córki dancingu) de Agnieszka Smoczynska ( Pologne)

### La nuit Phantasm
- Phantasm de Don Coscarelli ( États-Unis)
- Phantasm 2 de Don Coscarelli ( États-Unis)

### Hommage àKiyoshi Kurosawa
- Charisma (カリスマ, Karisuma?) de Kiyoshi Kurosawa ( Japon)
- Kaïro (回路, Kairo?) de Kiyoshi Kurosawa ( Japon)
- Loft (ロフト, Rofuto?) de Kiyoshi Kurosawa ( Japon,  Corée du Sud)
- Real (リアル〜完全なる首長竜の日〜, Riaru〜Kanzen naru shuchō ryū no hi〜?) de Kiyoshi Kurosawa ( Japon
- Rétribution (叫, Sakebi?) de Kiyoshi Kurosawa ( Japon)
- Séance (降霊, Kōrei?) de Kiyoshi Kurosawa ( Japon)
- Vers l'autre rive (岸辺の旅, Kishibe no tabi?) de Kiyoshi Kurosawa ( Japon,  France)

## Palmarès
| Prix                        | Attribué à                                         | Réalisateur                           | Pays                               |
| --------------------------- | -------------------------------------------------- | ------------------------------------- | ---------------------------------- |
| Grand prix                  | Grave                                              | Julia Ducournau                       | France Belgique                    |
| Prix du jury (ex aequo)     | Under the Shadow                                   | Babak Anvari                          | Royaume-Uni, Qatar, Jordanie, Iran |
| Prix du jury (ex aequo)     | On l’appelle Jeeg Robot (Lo chiamavano Jeeg Robot) | Gabriele Mainetti                     | Italie                             |
| Prix de la critique         | Grave                                              | Julia Ducournau                       | France Belgique                    |
| Prix du jury jeunes         | The Jane Doe Identity                              | André Øvredal                         | Royaume-Uni États-Unis             |
| Prix du public              | The Last Girl : Celle qui a tous les dons          | Colm McCarthy                         | Royaume-Uni                        |
| Prix du jury Syfy           | Under the Shadow                                   | Babak Anvari                          | Royaume-Uni, Qatar, Jordanie, Iran |
| Meilleure musique originale | The Last Girl : Celle qui a tous les dons          | Cristobal Tapia de Veer (compositeur) | Royaume-Uni                        |
| Grand prix du court métrage | Limbo                                              | Konstantina Kotzamani                 | France Grèce                       |